# مرقع دهلی

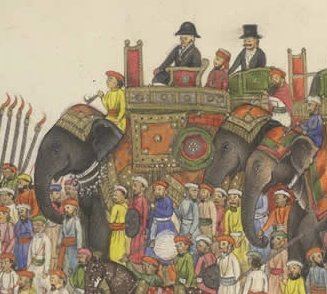
توماس متکالف

مرقعه دهلي، مرقع دهلی یا خاطراتی از دهلی سلطنتی (به انگلیسی: Reminiscences of Imperial Delhi) مجموعه‌ای از نقاشی‌های کشیده‌شده در سبک کمپانی است که سر توماس متکالف در سال ۱۸۴۴ سفارش داده بود. این مرقع شامل ۱۲۰ نقاشی هنرمندان هندی کشیده‌اند. عمدۀ آثار را مظهر علی خان، نقاش نگارگری گورکانی کشیده‌است. این مرقع را کتابخانه بریتانیا خریده‌است و در لندن به نمایش گذاشته می‌شود.

## تاریخچه
این مرقع را سر توماس متکالف، فرماندار و جنرال مأمور در دربار امپراتور گورکانی، بهادرشاه دوم سفارش داده بود. نقاشی‌های که مظهر علی خان کشیده‌است، شیوه زندگی در دوران آخرین امپراتور گورکانی در قرن ۱۹ میلادی در دهلی را به ثبت رسانده‌است.
این مرقع و نقاشی‌های آن به دختر متکالف، امیلی در انگلستان فرستاده شده بود.

## مرقع
مرقع دهلی، آلبومی متشکل از ۸۹ برگ با حدود ۱۳۰ نقاشی از هنرمندان هندی است. نقاشی‌ها آثار گورکانیان و پیش از گورکانی در دهلی، زندگی هندی‌ها و دیگر مسائل معاصر را به تصویر می‌کشند. متکالف توصیف‌های فراوانی را تقریباً تمام به نقاشی‌ها اضافه کرد و آنها را به یک مرقع مجلد تبدیل کرد. او این آلبوم را به عنوان هدیه برای دخترش امیلی که در آن زمان در سال ۱۸۴۴ در انگلستان می‌زیست تهیه کرد. مهم‌ترین ویژگی این کتاب این است که ساختمان‌ها را قبل از محاصرهٔ دهلی و شورشهای هند نشان می‌دهد. بسیاری از این ساختمان‌ها در سال‌های پس از شورش تخریب شدند یا دچار خراب‌کاری و فراموشی شدند.

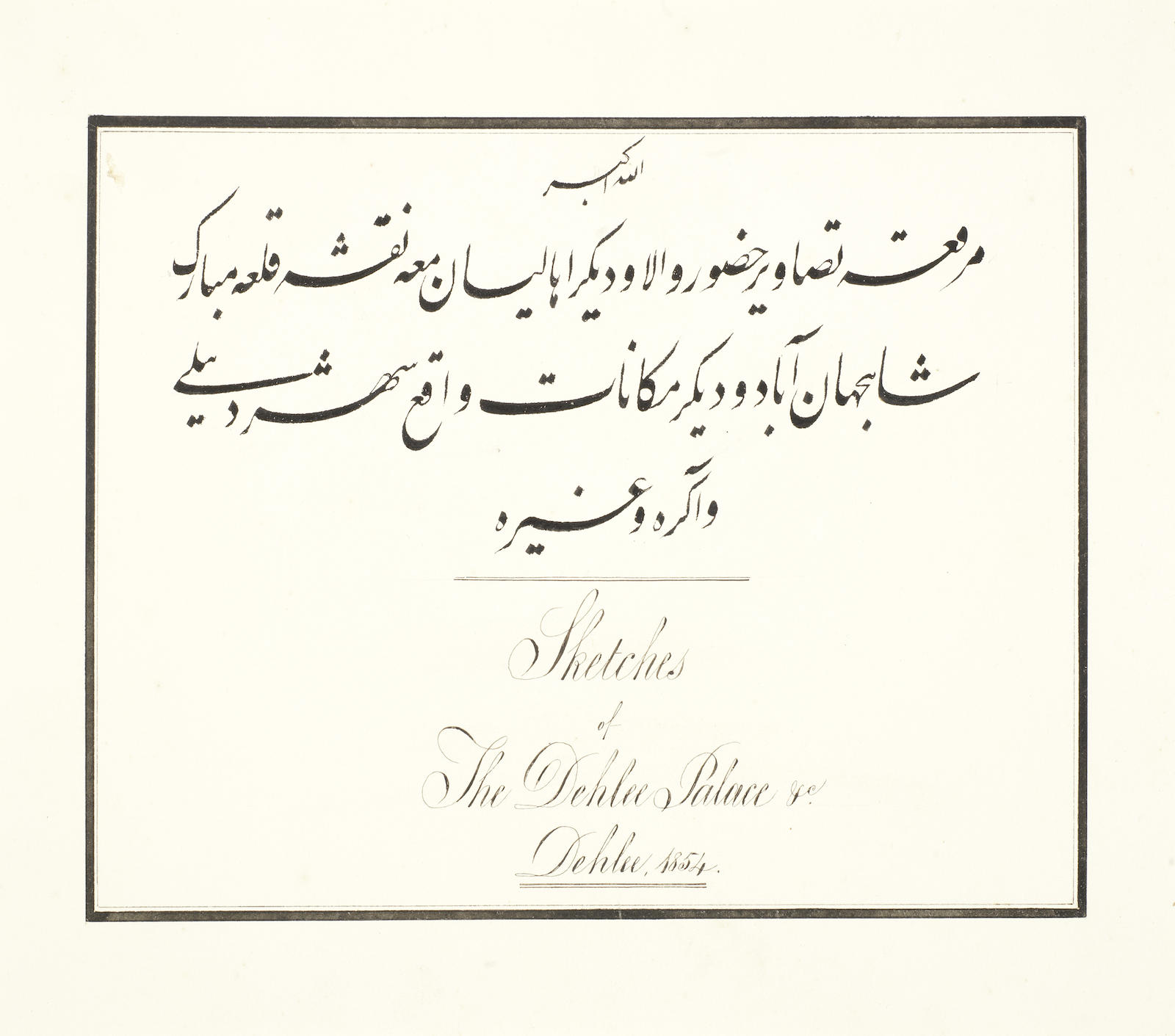
صفحه نخست کتاب که به زبان‌های فارسی و انگلیسی عنوان کامل آن آمده است
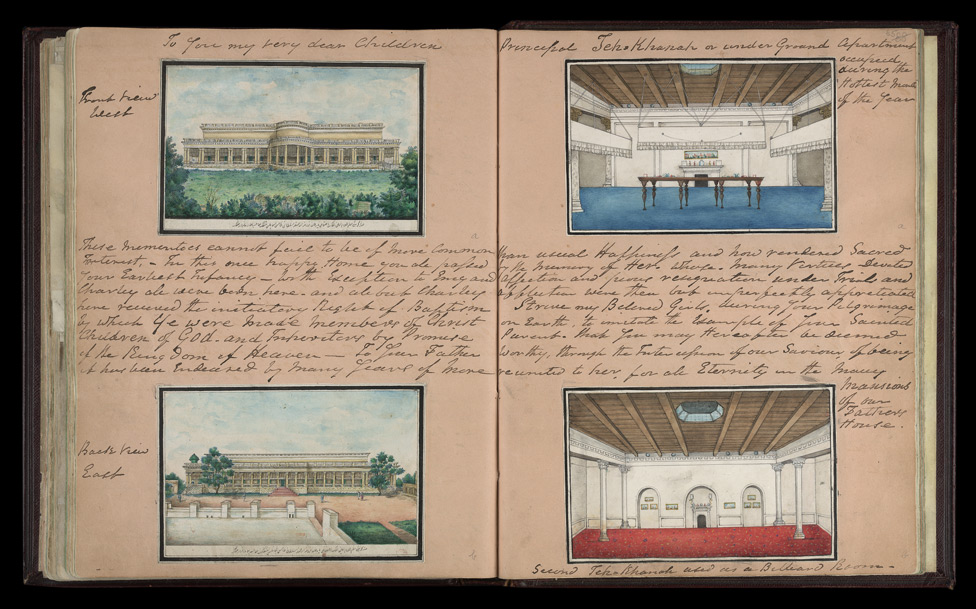
تصاویری از خانهٔ متکالف در دهلی سال ۱۸۴۳ که امروزه به مرکز علوم و فنون لیزری تبدیل شده‌است.
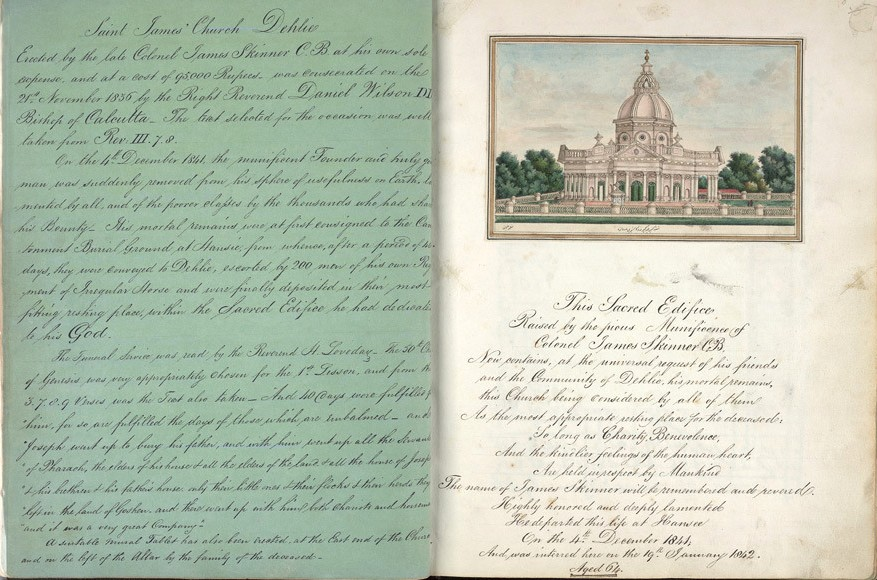
کلیسای سن جیمز در دهلی
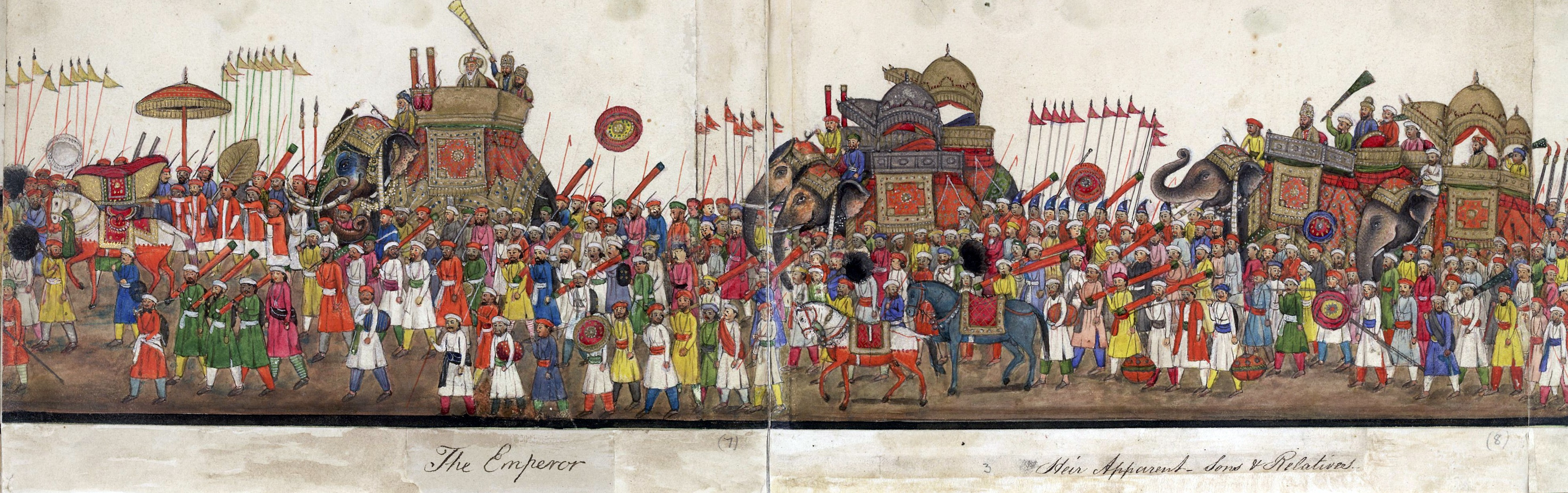
سراسرنمایی از بهادر شاه دوم در حال برگزاری مراسم عید فطر که در ۱۲ صفحه کشیده شده‌است.
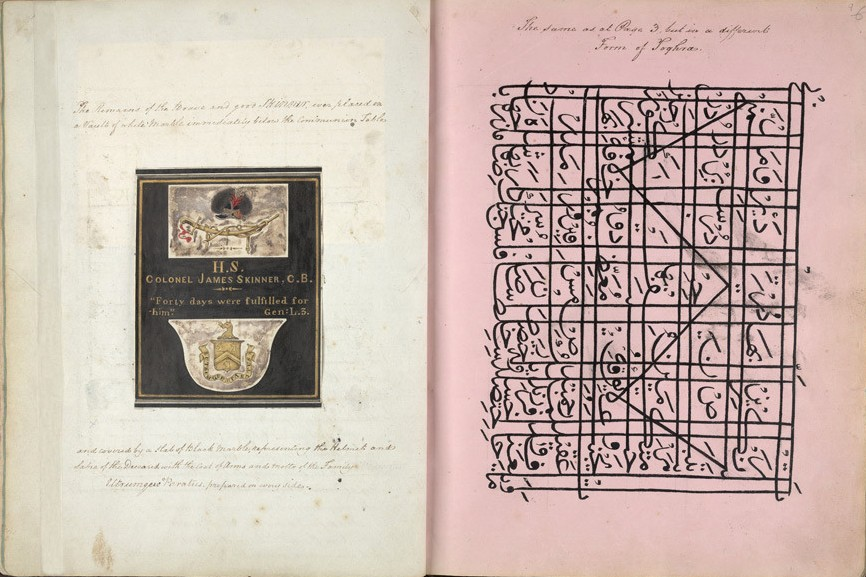
جزئیات مقبرهٔ اسکینر در کلیسای سن جیمز دهلی، اطلاعات مانند القاب به زبان فارسی نوشته شده‌است.
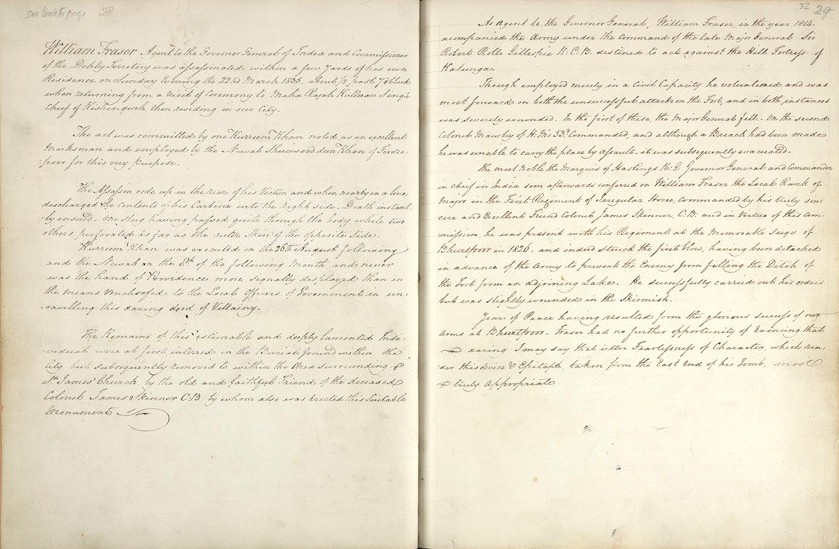
توضیحاتی راجع به قتل ویلیام فریز
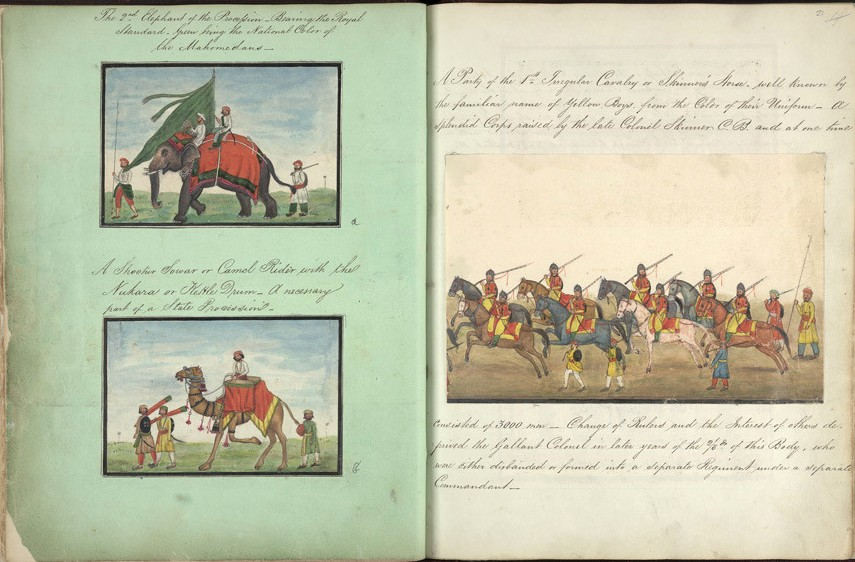
صحنه‌هایی از مراسم درباری.